# Achradocera arcuata
Achradocera arcuata es una especie de mosca del género Achradocera, de la familia Dolichopodidae, orden Diptera. Fue descrita por Van Duzee en 1924.
Mide aproximadamente 2,2 mm de longitud. Se distribuye por América del Norte: Estados Unidos, Canadá y varios países de América Central.